# 槐山皮氏
槐山皮氏（クェサンピし、朝鮮語: 괴산피씨）は、朝鮮の氏族の一つ。本貫は忠清北道槐山郡である。2015年の調査では、2,569人である。
始祖は中国元で金紫光禄大夫と神慶衛大将を務めた皮慶延である。
皮慶延は戦争に負けてトゴン・テムルの怒りを買い、家族とともに高麗に亡命し、恭愍王が皮慶延を槐山君に封じたことから槐山皮氏を創始した。